# Harry Greb

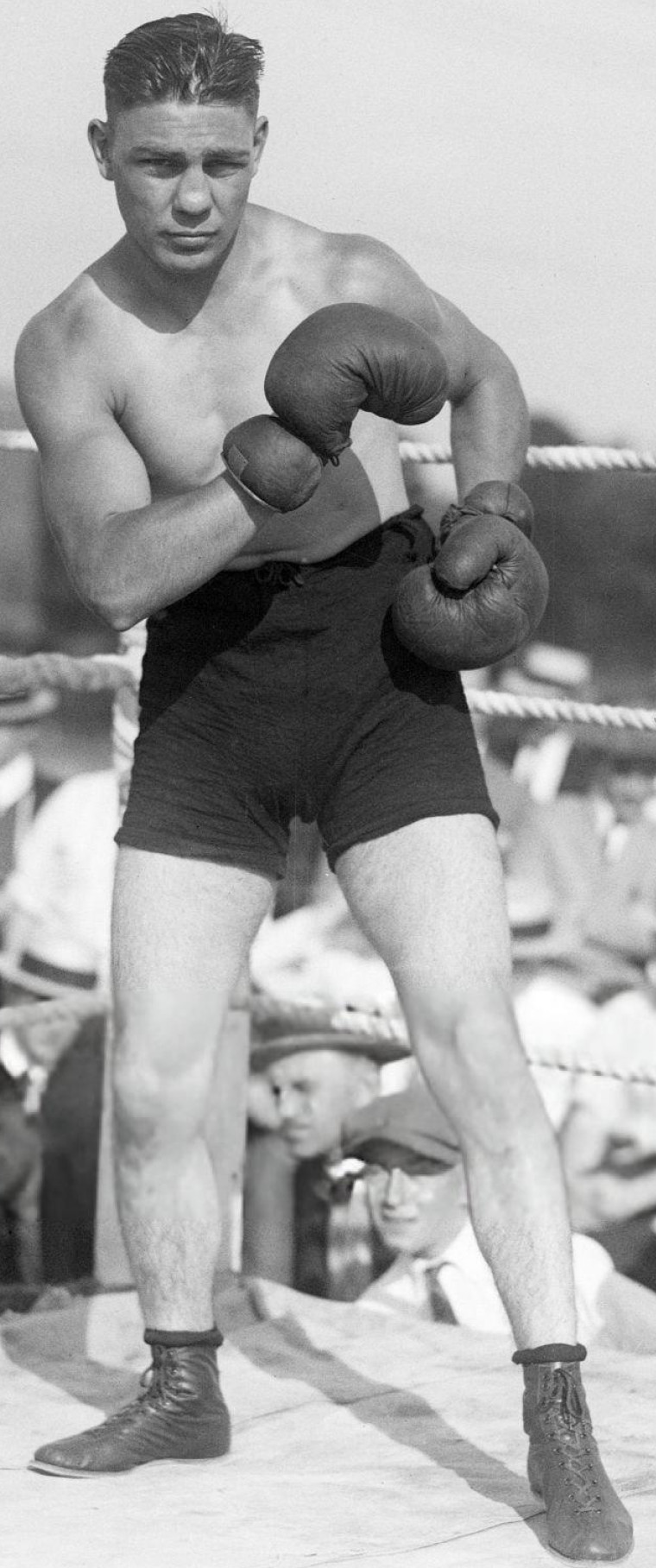
Harry Greb

Harry Greb (Pittsburgh, 6 juni 1894 – Atlantic City, 22 oktober 1926) was een Amerikaanse bokser. Zijn bijnaam was The Pittsburgh Windmill.
Greb was de Amerikaanse kampioen lichtzwaargewicht van 1922 tot 1923 en de wereldkampioen middengewicht van 1923 tot 1926. Hij vocht 298 keer in zijn 13-jarige carrière, die begon bij ongeveer 63 kilo. Hij was een typische drukvechter. Hij vocht zijn laatste gevechten met één blind oog.
Hoewel hij begon als weltergewicht, nam hij het vaak op tegen lichtzwaargewichten en zelfs zwaargewichten en versloeg deze. Zijn opmerkelijkste winst was tegen Gene Tunney, die later wereldkampioen zwaargewicht werd. Door deze winst werd hij Amerikaans kampioen lichtzwaargewicht in 1922. Later vocht Greb nog vier keer tegen Tunney, waarvan hij er drie verloor en een eindigde in een gelijkspel, hoewel twee resultaten als controversieel worden beschouwd. 
Greb overleed op 22 oktober 1926 na complicaties bij een neusoperatie op 32-jarige leeftijd. In 1990 werd hij opgenomen in de International Boxing Hall of Fame.